# Messias, Alagoas
Messias é um município là một đô thị ở bang Alagoas, tọa lạc trong vùng vùng đô thị Maceió.
Các đơn vị giáp ranh: Flexeiras về hướng bắc và đông; Rio Largo về hướng nam và Murici về hướng tâu.